# Alfurí de Dalt
Alfurí de Dalt es un espacio natural protegido de la isla de Menorca, en las Islas Baleares. La finca está ubicada en el término municipal de Ciudadela, e incluye tierras agrícolas con algunas viviendas y terrenos muy arbolados. La finca fue expropiada en 1999 para su incorporación al dominio público marítimo y terrestre. En 2007, la mayor parte de la finca, unas 256 hectáreas, fue confiada al OAPN (Organismo Autónomo Parques Nacionales), y declarada espacio natural, quedando el resto de la superficie expropiada con el dominio público marítimo-terrestre 

## Geografía
La finca Alfurí de Dalt, perteneciente a la comarca de la Tramontana de la isla de Menorca, dispone de un relieve abrupto con sierras cubiertas de vegetación al norte, flanqueadas por suaves pendientes al sur, que se corresponden con zonas de pasto. La zona está surcada por antiguas acequias que recorren la zona agrícola de la finca.

### Geología

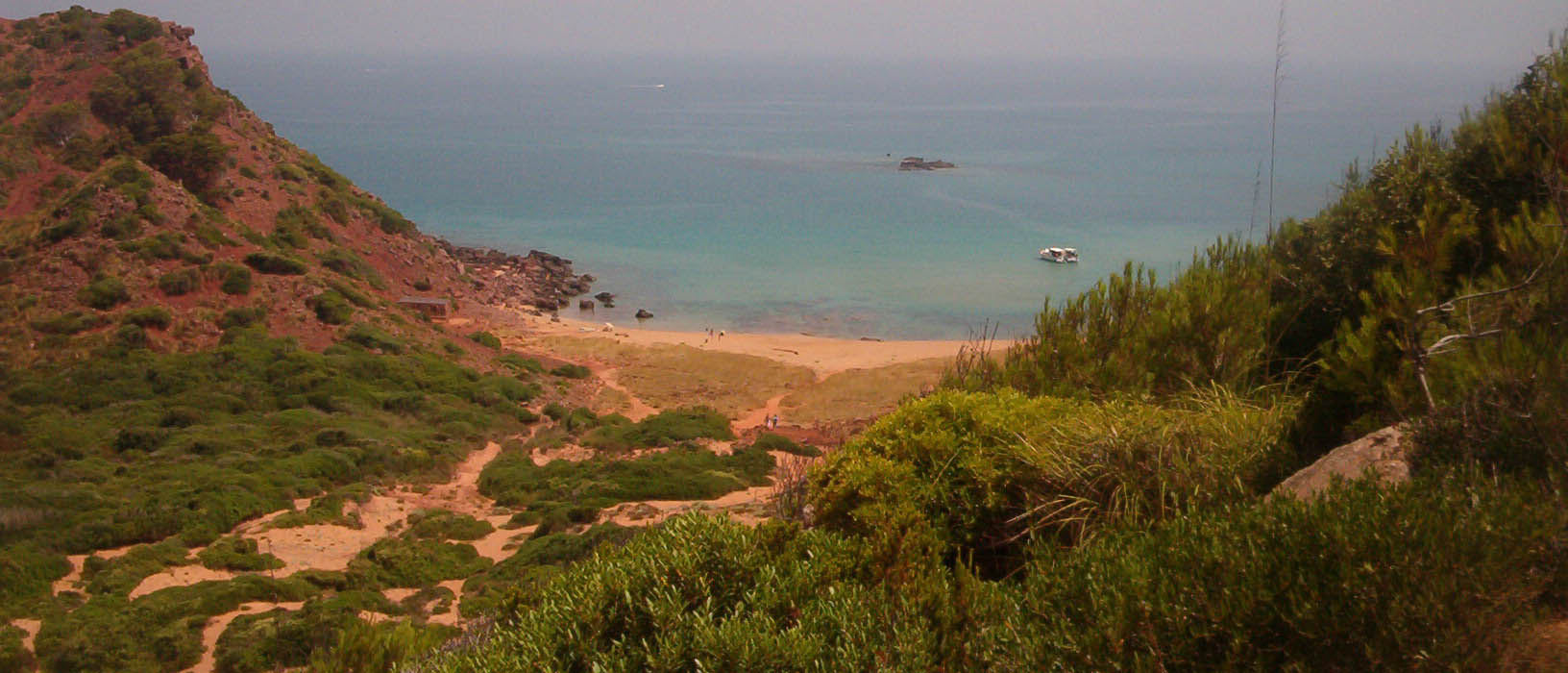
Cala Pilar

Geológicamente, el suelo está formado básicamente por rocas detríticas de la era secundaria, como la turbidita y la pelita roja, existiendo además una duna fósil del cuaternario situada en Cala Pilar que se interna hasta 3 km tierra adentro.

### Clima
El clima es típicamente mediterráneo, con temperaturas medias templadas, un régimen de precipitaciones estacional y una estación seca en verano. La temperatura media anual es de 16 °C y la estacionalidad térmica no está muy marcada debida a la influencia del mar. La variabilidad es significativa de un año a otro. Las precipitaciones suelen ser intensas y concentradas en otoño, y escasas el resto del tiempo, siendo el promedio anual de 650 mm.
El fenómeno climático más destacable es la tramontana, un viento del norte seco y virulento, que puede aparecer en cualquier época del año pero es particularmente violento en invierno, cuando puede alcanzar los 130 km/h.

## Flora
La vegetación, típicamente mediterránea, principalmente forestal, está representada por la encina o carrasca en la parte boscosa y el acebuche (Olea europaea) en las zonas agrícolas. Las especies principales presentes en la finca son la encina, con numerosos individuos centenarios, el pino carrasco, el acebuche y el madroño .
Uno de los robles centenarios de la finca fue clasificado como árbol singular por una Orden del 17 de febrero de 2003.
La vegetación de la finca se encuentra en buen estado de conservación en general. Se están estableciendo zonas cortafuegos en áreas estratégicas, facilitando así la circulación de los equipos de extinción.

## Fauna
La fauna presenta una gran variedad de especies, entre las cuales hay numerosas aves. Entre ellas destacan el milano real, el águila pescadora, el alimoche, el águila calzada, el cernícalo vulgar y el halcón peregrino.
Entre los vertebrados, los anfibios y los reptiles, aunque no son los más numerosos, son una riqueza especial, ya que incluyen algunas especies significativas como la tortuga de Hermann y el galápago europeo.

## Turismo
A la finca se puede acceder caminando por el GR-223, o Camí de Cavalls (camino de caballos en catalán), que rodea la isla y tiene una larga historia vinculada tanto a la raza del caballo menorquín como a la necesidad de vigilar las costas para evitar invasiones. El GR-223 pasa por la zona de Alfurí de Dalt en su 7.ª etapa, que comienza en Els Alocs y termina en Algaiarens.